# Exostema purpureum
Exostema purpureum là một loài thực vật có hoa trong họ Thiến thảo. Loài này được Griseb. mô tả khoa học đầu tiên năm 1866.